# Gene Daniels

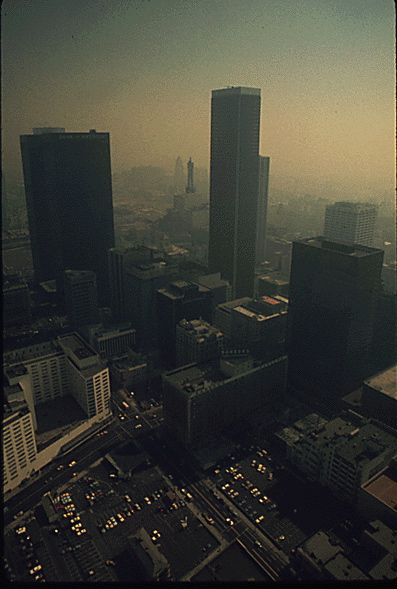
Gene Daniels: Těžký smog v Los Angeles, 1973, DOCUMERICA

Gene Daniels byl americký fotograf.

## Život a dílo
Během 70. let se podílel na projektu DOCUMERICA americké agentury pro ochranu životního prostředí. Fotografoval také pro program Los Angeles Reactive Pollutant Program.

### Projekt Documerica
Byl součástí projektu DOCUMERICA americké agentury pro ochranu životního prostředí. V období 1971-77 vznikl program sponzorovaný americkou Agenturou pro ochranu životního prostředí (EPA), jehož úkolem bylo pořídit „fotografický dokument subjektů z hlediska životního prostředí“ na území Spojených států. EPA najala externí fotografy k fotografování objektů jako například zeměpisné oblasti s environmentálními problémy, EPA aktivity a každodenní život. Správa národních archivů a záznamů část tohoto katalogu zdigitalizovala a lze v něm najít odkaz na řadu fotografií autora.
Stovky jeho snímků spadají do kategorie public domain a jsou k dispozici na úložišti obrázků Wikimedia Commons.

## Galerie

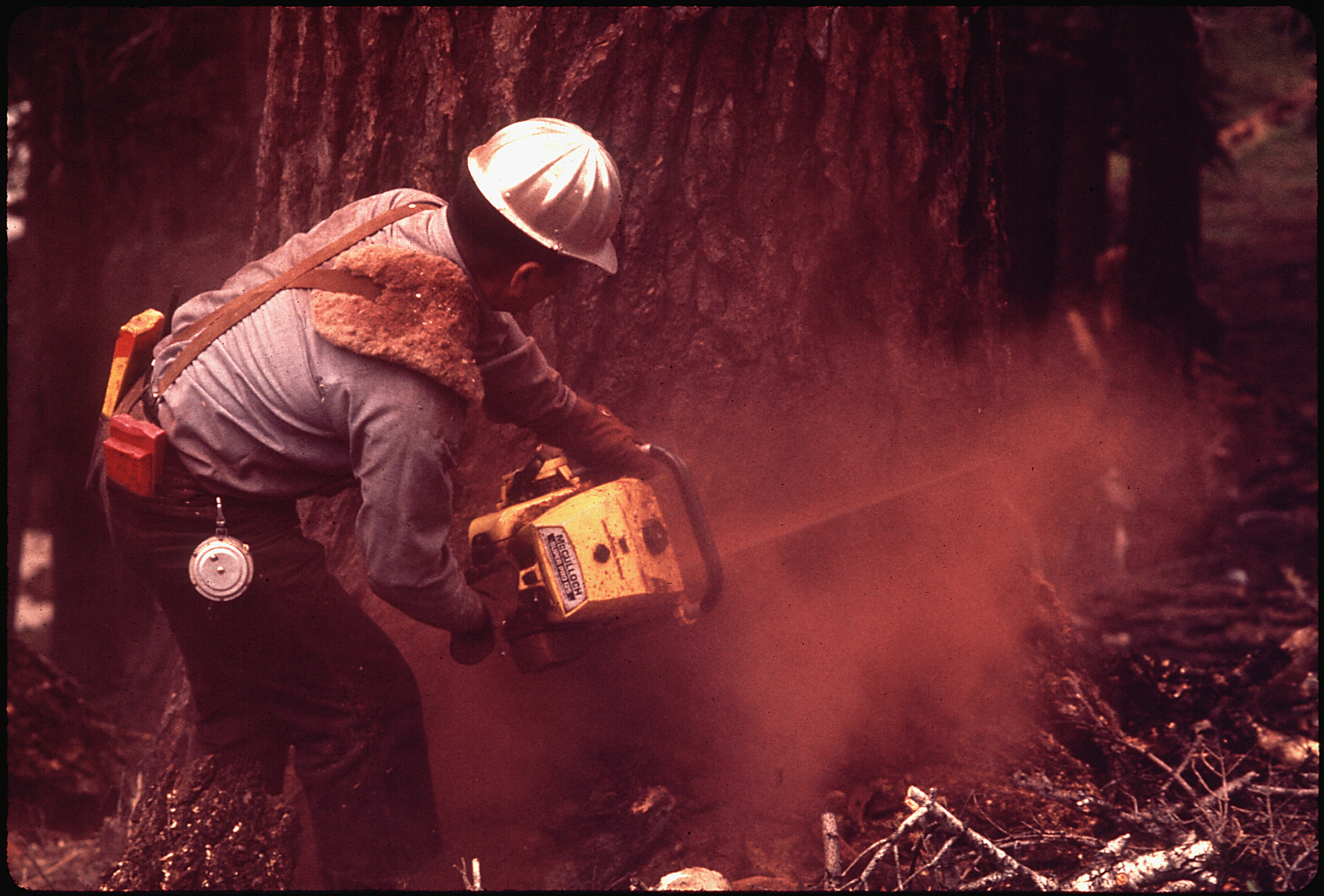
Documerica
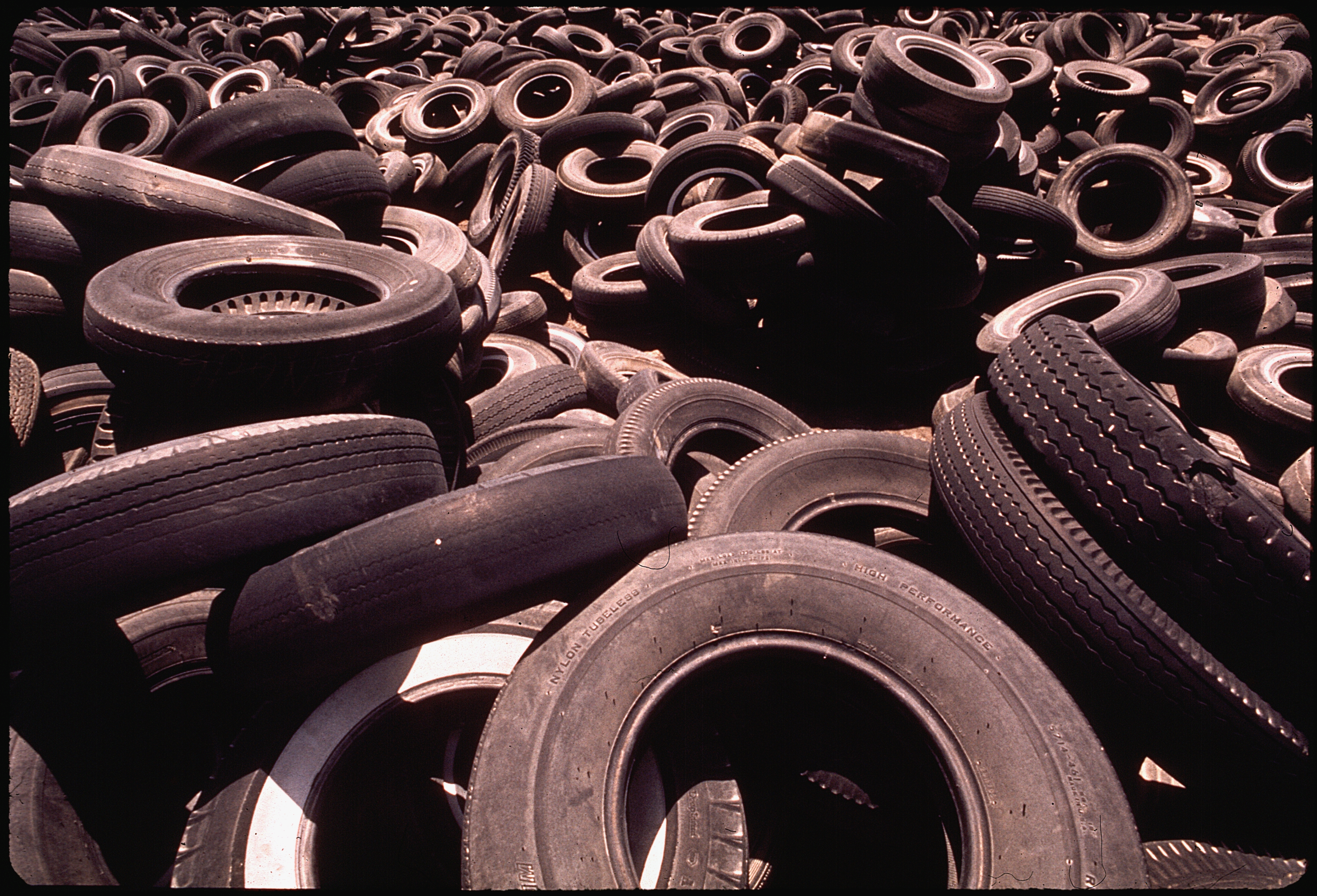
Documerica
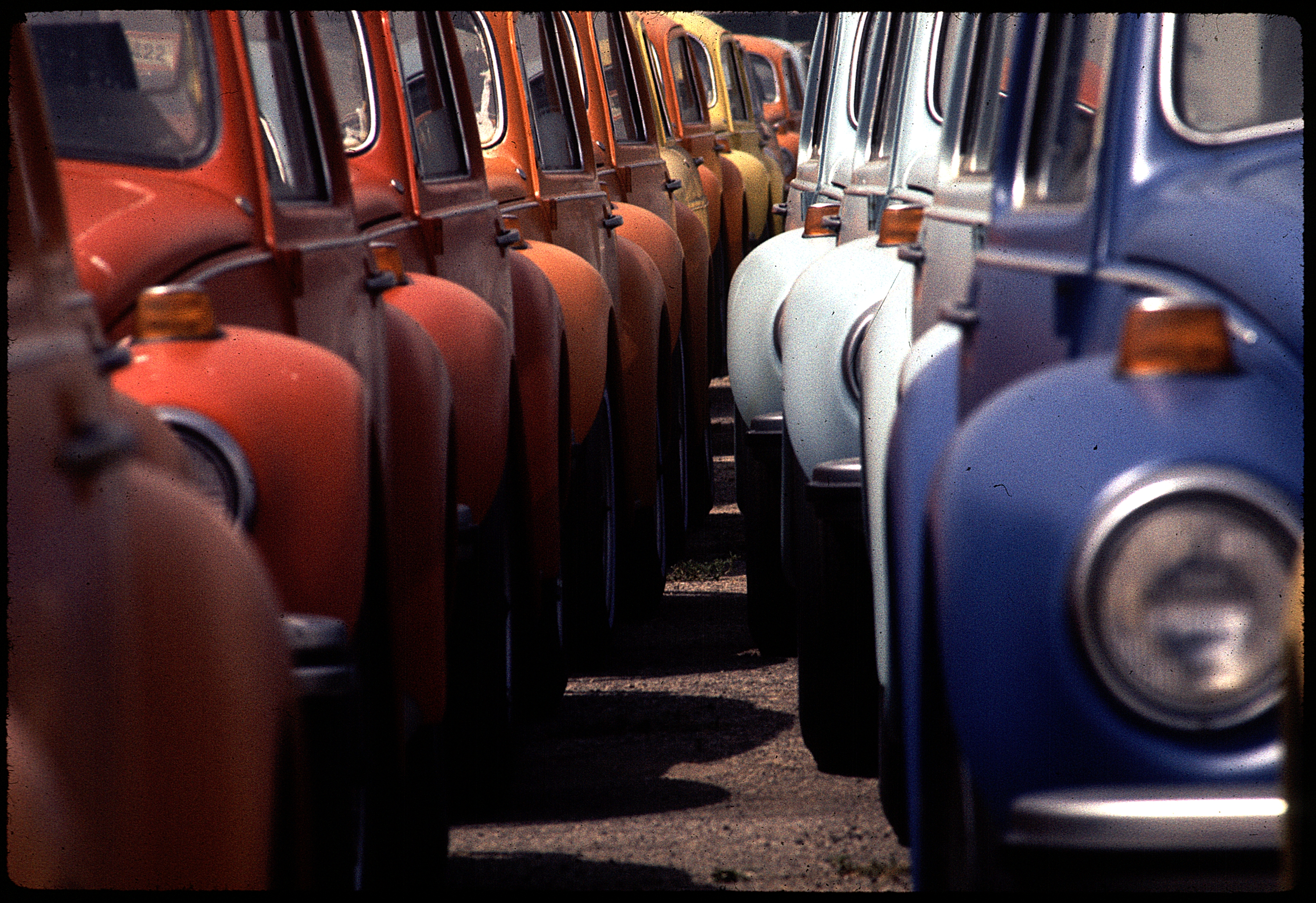
Automobily Volkswagen, Documerica
Chemický postřik vinic, Documerica
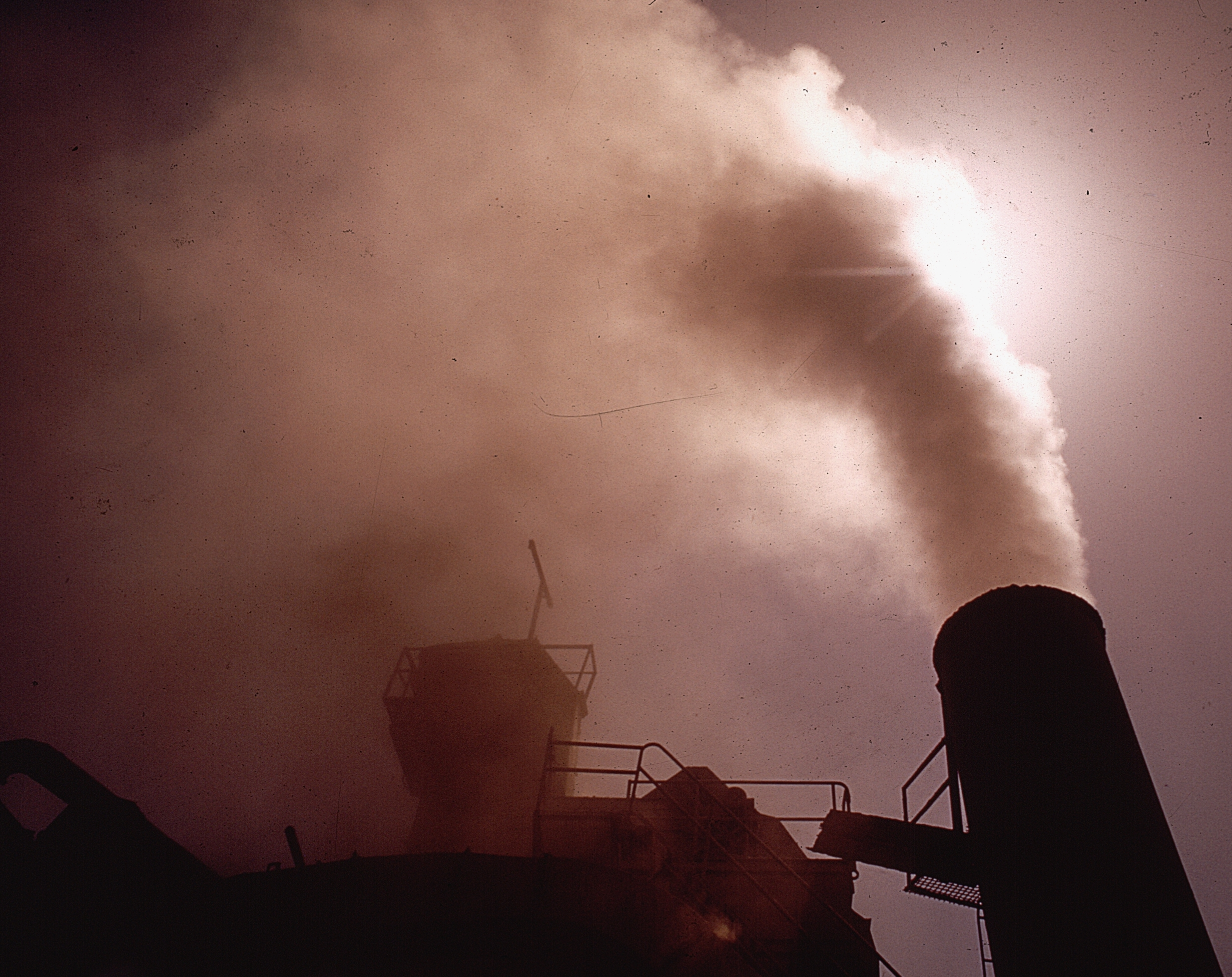
Emise z komínů, Documerica
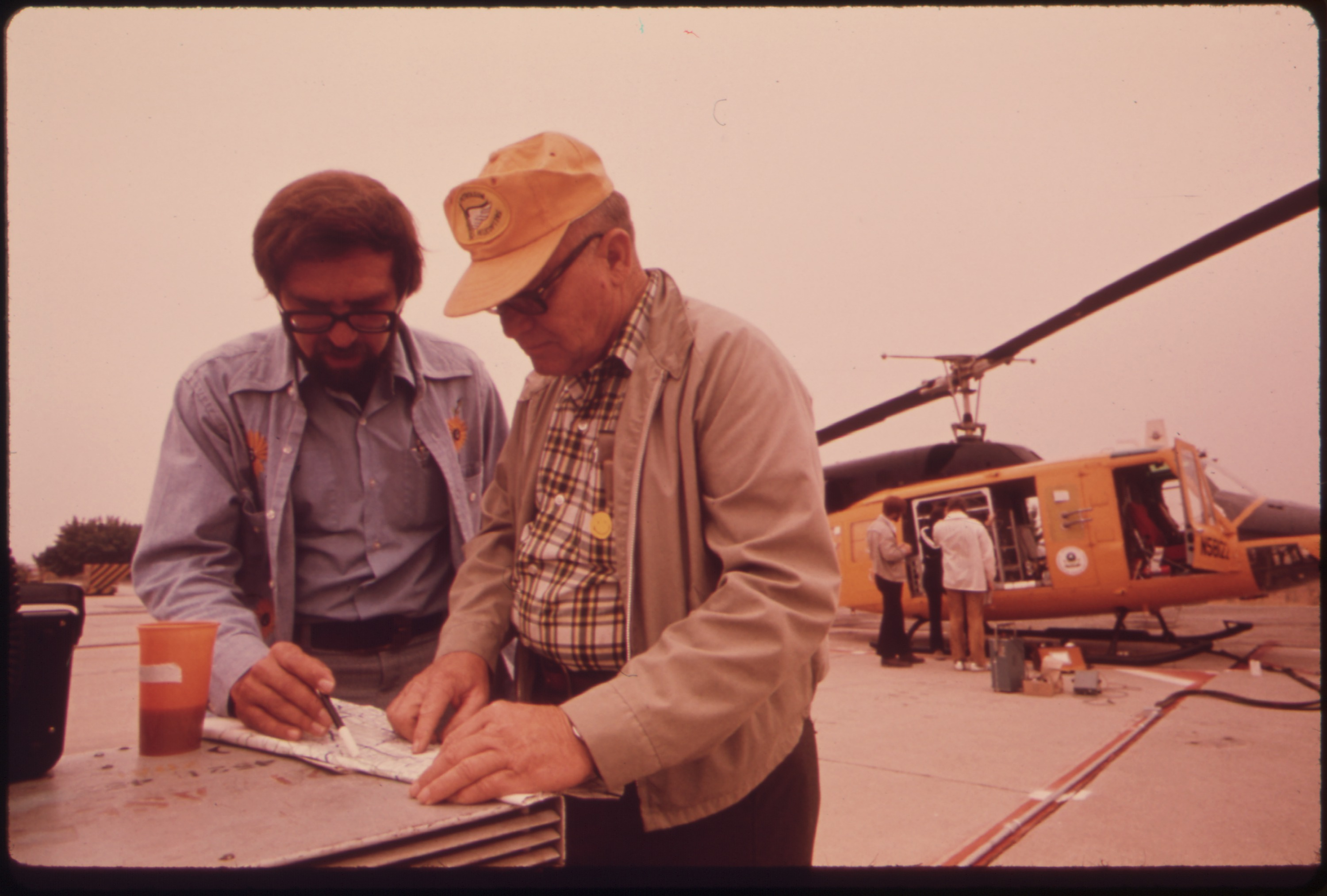
Los Angeles Reactive Pollutant Program
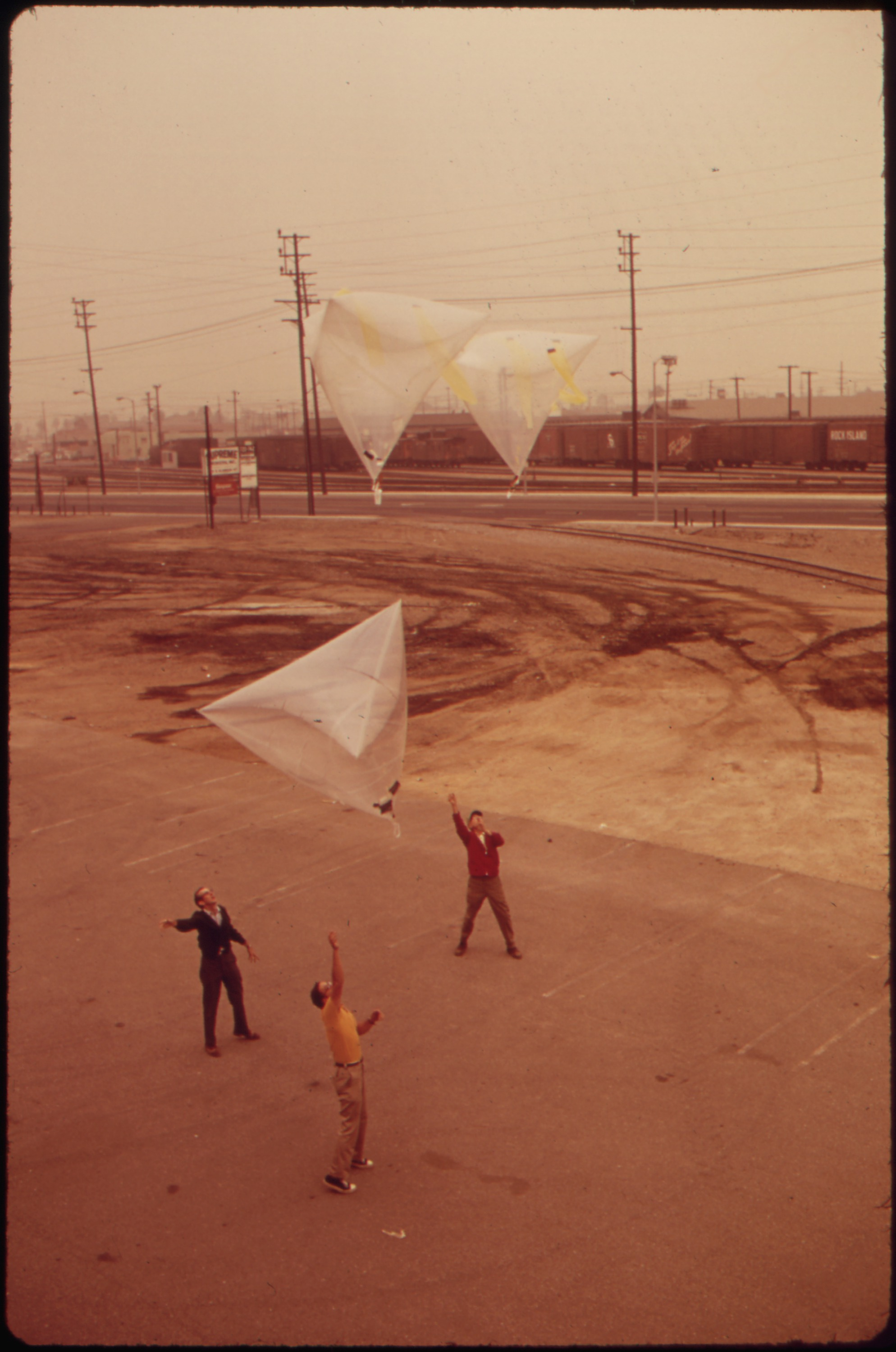
Los Angeles Reactive Pollutant Program